# インナーシティ

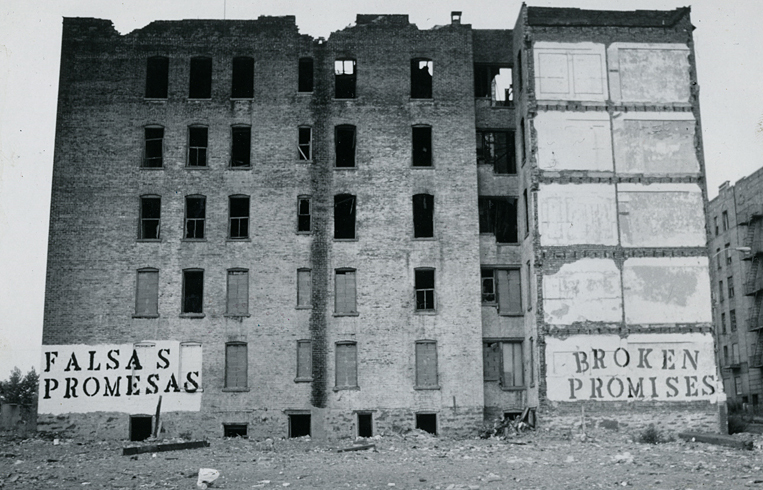
ニューヨークのサウスブロンクス（1980年）

インナーシティ（Inner city）とは、大都市の都心周辺に位置し、住宅・商店・工場などが混在する、低所得者層居住地域のこと。
都市 (city) の内部 (inner) にありながらも、治安悪化によりその都市全体の市民との交流が隔絶された低所得世帯が密集する近隣住区「都心近接低所得地域」。

## 語義
語義で見ると、都心を中心とした同心円状構造に都市を単純化して見た場合、都心とその周囲がインナーシティとなる。第二次世界大戦後のアメリカの大都市ではUrban decay（都心の荒廃）が顕著となり、White flight（ホワイト・フライト）により、都心に残された黒人を主体とした低所得層の住環境の悪化が社会問題となった。これを遠回しに、「インナーシティ問題」と呼ぶようになった。都市問題としての「インナーシティ」では都心部をインナーシティと定義せず、都心と郊外に挟まれた都心近接の地域を指すことが多い。

## 概要
一般に、都市はそれぞれの地区によって機能分担がされているが、インナーシティは、機能分担に関係しておらず、孤立した地域となっている。
自然障壁のない、徒歩移動のみの同心円状・放射状道路都市モデルを設定した場合、中心部が最も地価が高く、周辺部にいくにつれて地価が安くなり、中心部は業務・商業地、周辺にいくにつれて高所得世帯から低所得世帯へと連続的に変化するが、インナーシティは、この地価の連続変移性とは無関係に、中心部に接して存在する地価の安い島状地域として認められ、低所得世帯の集住地域として定義される。

## スラムとの違い
スラムは「都市のどこにあるか」という地理的な意味を含まないのに対し、インナーシティは「都市の内部」、特に「都心近接」という地理的な意味合いがある。
インナーシティは、地理的に都心に近接しているため、都心の業務地や居住地の拡大傾向に伴って再開発が実現すると大きな富を生み出すのに対し、郊外立地型のスラムの場合は、そのような経済的インセンティブが働かないため、行政やNGOなどの手が延びないと放置される傾向がある。

## インナーシティの発生
インナーシティ（都心近接低所得地域、都市内集落）は、世界各地の都市で見られる。都市の大小に依存してインナーシティの大小が決まるものではなく、その国や州などの政策、都市の歴史・産業構造・不景気などによって発生する。また、都心近接の低開発地域が、必ずしもインナーシティ化するわけではなく、都心近接高級住宅街がインナーシティ化する例もある。
先進国における大まかな発生機序は2つある。1つ目は、都市内の機能性地区が、様々な理由でその機能を失って低所得（失業）地区となり、治安悪化と共に孤立したインナーシティになる場合（地区の機能低下）で、都市内の工業地区や商店街が、時代の変化についていけずに取り残されることによって発生する。2つ目は、都市内において住環境が悪いために低家賃な地区（低湿地・上下水道未設置地区・前近代的住居密集地などの低開発地区）に、低所得な移民などの新住民が大量に住みつくことで地区の地縁性や住民の交流が崩れてしまい、治安が悪化してインナーシティになる場合（地縁性・コミュニティの崩壊）である。低所得地区であっても、機能性や地縁性が維持されるとインナーシティになりづらい。
なお、都市住民のほとんどが低所得である近世・近代都市では、庶民の所得格差があまりないとされる。

### アメリカ・イギリス
アメリカ合衆国やイギリスでは、工業との関連でインナーシティが発生する場合と、低所得な移民が集住してインナーシティ化する場合が見られる。
地区の機能低下
都心近接工業地、すなわち、都市が現在ほど大きくなっていない時代の都市郊外に設置された工場は、自家用車や公共交通機関が未発達であるため、多くは工場に近接して労働者の集合住宅が建設された。工場の景気が良かった時代には、その工場も都市の膨張過程の中で都市内部に包含されていき、都市内に工場が存在する形になった。しかし、時代の流れで構造不況に陥ったり競争力がなくなったりして廃業してしまうと、工場労働者が失業して、その集合住宅は失業者ばかりが住む低所得住宅に急変する。また、都心近接工場が、発展のためにさらに郊外や他都市に移転した場合、労働者全員を一緒に郊外や他都市につれて行かずに能力の高いものだけを連れて行ってしまうと、その集合住宅は、再就職の困難な者ばかりが住む低所得住宅に急変する。
このような経緯で低所得者の集合住宅が発生すると、犯罪が多発し始め、それが周囲にまで波及し、地域一帯がインナーシティとなることがある（例: フィラデルフィアやイギリスのインナーシティ）。この場合、工場労働者が移民・移住者で占められることが多いため、その工場がどの移民・移住者を受け入れたかによって、低所得化住宅の住民の人種構成は異なる。アメリカの場合は、時代的に、南欧・東欧からの白人移民や南部からの移住黒人の場合が多い。インナーシティ化で、住民がさらに低所得な住民に入れ替わる場合もある。
地縁性・コミュニティの崩壊
アメリカの場合、移民を大量に受け入れてきた歴史があるが、華僑・日本人・韓国人・イタリア人・ユダヤ人などは、農園の労働者として移民する一方、都市部の低家賃地域で集住する場合もあった。彼らは都市部では、第三次産業に従事したり、互助的な組織で就職斡旋をすることで、その地域が荒廃を免れている例が多い。
一方、民族的互助組織がない南部からの黒人移住者やその他の移民たちの場合、その時代時代の低家賃地域に集住するが、就職口が見つからずに犯罪に走る場合もあり、低家賃地域がそのままインナーシティ化する例がみられる。このような地域は、アメリカでは「ゲットー」（黒人やヒスパニックなどの多いスラム）と呼ばれ、教育や福祉を受けられずに、そのまま低所得階層として固定化してしまうことが多い。
低家賃地域は、治安が悪いから家賃が安くなっているとは限らず、ニューヨークのハーレム地区のように、もとは高級住宅地として建設されたが、供給過剰と地下鉄延伸の遅れのために不動産価格が下落して低家賃地域となり、ヨーロッパ系移民が住むようになり、その後黒人が住むようになって、最終的に荒廃してしまった例もある。

### ヨーロッパ

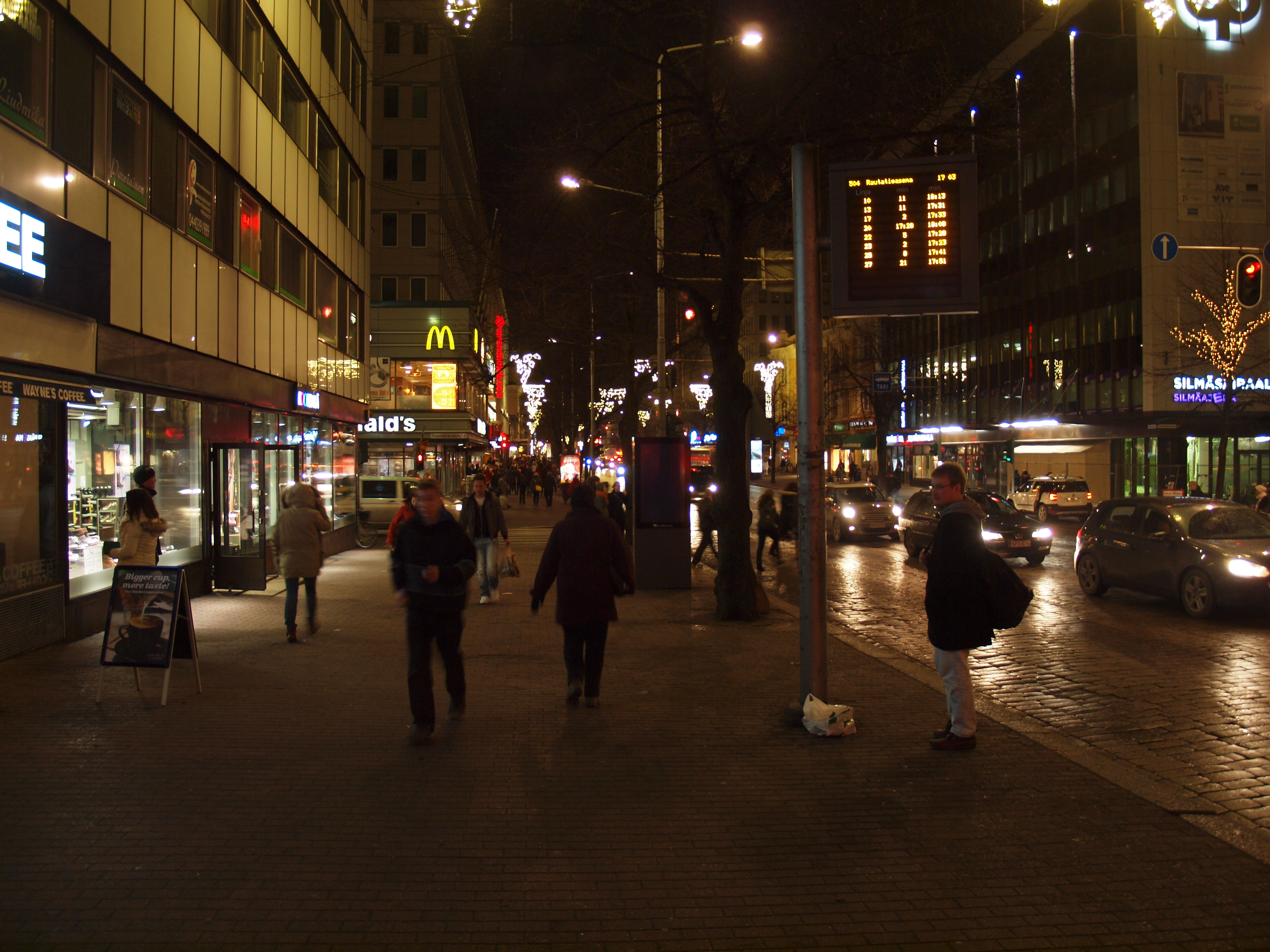
フィンランドのタンペレのインナーシティ　2012年

ヨーロッパ大陸の場合、集落が大きくなって統治者が現れると、街を取り囲む城郭を建設して城郭都市となる例が多いが、その場合、その城郭の内部（インナーシティ）との交易や商売のために、城郭外に移住者が集まって低所得地域を形成したり、ユダヤ人などを城郭外に住まわせたりした。城壁の外（アウターシティ）が大きくなると、さらに外側に城壁が造られ、低所得なアウターシティが内部に包含されることになる。
パリでは、このような都市拡大が何度も繰り返され、城郭内にいくつもの低所得地域が含まれることになった。そのため、パリにおけるインナーシティ（低所得地域）は、市内に内包されてしまったその時代時代の城門の周囲に形成され、現在まで続いているところもある。ただし、それらインナーシティの内、現在治安が悪化しているのはサンドニ門周辺など一部であり、それよりも、風俗営業店が多い地区やターミナル駅周辺の方が治安悪化が激しい。また、最近では、フランスの旧植民地からの移民が多く住む「郊外（バンリュー）」の集合住宅の治安悪化が見られ、アメリカ・イギリスとは異なった都市構造となっている。

### オーストラリア
オーストラリアの2大都市であるシドニーとメルボルンは1850年代から1860年代にかけてゴールドラッシュがあり移民が大量に流入したため、低価格の集合住宅「テラスハウス」が大量に供給された。現在、これが両都市のインナーシティを構成している。これらの住宅は築150年を超え老朽化しているため、貧困層が集積している地区も一部あるが、歴史的価値や交通の便の良さが見直されて、高級住宅に改装されて高額で売りに出されることも珍しくなく、住環境は良好である。一般的に、オーストラリアのインナーシティはアメリカのような社会問題にはなっていない。

### 中国
中国の場合、王朝の首都が城郭都市として建設されたが、元々広大なものであったため、低所得層も城郭内に住んでいた。現在にも残るそのような地区は、日本の下町のようになっており、犯罪の多いインナーシティのようにはなっていない。

### 日本
高度経済成長期に、三大都市圏を中心に金の卵として農村部から大量に集団就職があったが、終身雇用制、および、産業構造変化で人員整理が必要になった際の再就職斡旋のおかげで、これらの層がインナーシティ形成の元にはなっていない。また、欧米諸国の高度成長が異民族の移民によって支えていたのに対し、日本の高度成長は日本人（国内の労働者再配置）が支えていたため、地縁がない異民族の移民によるインナーシティ発生機序はみられない。
現代日本の大都市部の低所得地区は、被差別部落・在日韓国・朝鮮人集住地・日雇い労働の寄せ場（ドヤ街）周辺・第二次世界大戦後の引揚者集住地・沖縄県出身者集住地などがあるが、治安悪化でインナーシティ化しているのは、安定就職が得られない日雇い労働の寄せ場周辺である。これは、東京都、大阪府、京都府、横浜市、川崎市で顕著である。また、終身雇用制が崩壊し始めた1990年代後半以降、工場の移転で労働者が取り残されてインナーシティ化している例が大阪府門真市や地方都市に見られ、アメリカ・イギリス型のインナーシティ発生機序も見られるようになった。
中心部商業地がシャッター通りになってしまったり、地方都市の中心部や大都市の近接郊外に存在するデパートや旧式のショッピングセンターが廃業してしまったりすると、廃墟となった建物が破壊されたりして治安の悪化が進んでしまう。そこから周囲がインナーシティ化してしまうことがあるので、現在、日本各地で空き店舗対策がなされている。基本的には、自治体主導で空き店舗の賃料減免により新たな借主を探しているのだが、うまくいっていない例が多い。そのため、都心回帰の名の下に、一帯を再開発ビルやマンションに立て替える例が見られる。
外国人集住地
バブル経済期以降、日本には外国人労働者が増えた。それらの内、第二次産業での労働者として中南米出身の日系人や、第三次産業で働く韓国人・中国人は、集住する傾向がみられる。地域住民との軋轢が生じている地区もあるが、彼らが持ち込んだ異国の文化が注目され、観光地化している地区もある。
インナーシティ発生の防止策
地縁がない低所得者が集住すると、インナーシティの発生母地となってしまうので、住宅団地や公営住宅を建設する際、世帯所得が均質になるのを防ぐ試みがなされている。公団住宅では、同じような間取りだが、所得の低い世帯には家賃を下げて住まわせ、中間層以上には家賃減免がない。一方、民間集合住宅では、日当たり・見晴らし・床面積などである程度の幅を持ってはいるが、均質な世帯所得層が住む傾向が見られる。また、地縁のない人々が集まる集合住宅は、住民の所得の高低に関わらず治安の悪化を招くことを防ぐため、コミュニティの創生が図られ、自治会を結成し、問題発生に素早く対処を取っている。高所得世帯の集合住宅の場合は、自治会よりもセキュリティの強化（監視カメラの設置・交番の誘致・進入経路の限定・警備員の配置）により治安悪化を防いでいる。

## 都市構造の変化とインナーシティの関係

### 富の郊外化
産業革命後の欧米先進諸国の都市では、人口の多くが低所得な労働者で占められるようになり、集合住宅の狭い部屋に多数の人が住んでいたが、下水道が発達していない劣悪な環境のため、伝染病が多発していた。そのため、王族や富裕層は、都市郊外、もしくは都市から離れた田園地域の広大な土地に大邸宅を建てて住むようになった。近代化の中で、貿易や重化学工業等で富を得た新富裕層も、王侯貴族の例にならって、郊外や山の手地区（郊外の一種）に大邸宅をつくって住むようになった。
第二次世界大戦後、アメリカで中産階級が拡大し、国民の多くが低所得から脱却すると、前世代の貴族や富裕層を模倣して、生活環境が劣悪な都市部から、環境のいい郊外の庭付き一戸建てに住み替える、という「住宅革命」が起こった。これは、安価な自家用車の普及（モータリゼーション）や公共交通機関（バス、近郊列車）の発達、都市高速道路の発達という交通インフラの整備に大いに依存している。また、都市近郊の二束三文の田園地や丘陵地が、住宅地開発で莫大な富を生み、さらに、住宅建設に関わる産業の発展にも寄与するため、資本主義における産業発展・内需拡大策として、以降、他の資本主義諸国が次々と模倣した（日本では、マイホームより郊外立地型集合住宅が多いのが特徴）。
このように、可処分所得が増えた世帯が郊外に次々と移住する傾向は、「富の郊外化」を生み、郊外にロードサイドショップや大規模ショッピングセンターを立地させる動機となった。また、郊外と都心をつなぐ都市高速や近郊列車の設置は、郊外居住者に、都心周囲の劣悪な住環境地区を飛び越えて都心に通勤することを可能にし、都心周囲の低所得地区に対する政治的興味を低下させた。一方、都心周囲の富の低下は、都心周囲の地価・家賃下落に拍車をかけ、インナーシティの発生母地となった。
このような都市構造の変化は、北米の大都市で顕著に起こったため、北米の大都市の都心周囲には、大規模なインナーシティが形成された（ニューヨーク市のハーレム地区やブロンクス区、クイーンズ、ロサンゼルスのサウスセントラルなど）。なお、大都市部で郊外移住できたのが白人に多かったため、人種主義と関係付ける論者が見られる。

### 日本
日本では、都市は統治者とその家来、および、職業集団が集住して住む地区として発展したが、江戸時代の三都（江戸・大坂・京）では、飢饉が起きるたびに営農放棄した元農民が集まるようになって、都市住民のほとんどが低所得である近世型大都市となっていった。これら庶民層は下町を形成したが、住民のほとんどが低所得であるため、地域から隔絶されたインナーシティの形成はみられなかった。
また、鎖国政策をとっていたため外国由来の伝染病発生が少なく、上水道の整備や下水の有効活用（近郊農業地での肥料として活用）により都市が清潔であったため、低所得者が住民のほとんどであっても清潔な大都市となっており、欧米のような「富の郊外化」は見られず、徳川将軍家や大名（参勤交代時）は江戸に住み、天皇は京に住むことができた。
明治時代まで牛馬の肉を食べる習慣の無かった日本では、牛馬が死ぬと食べずに解体処理をしていた。きちんとした処理をしないと人畜共通の伝染病が都市に蔓延するため、その仕事は被差別部落の専業の1つとなっていた。すなわち、部落は都市の「伝染病対策」という機能を担っていたため、都市近接郊外に設けられることが多かった。部落が都市内に存在しないため、インナーシティとなることもなかった。なお、牛馬の解体で出た牛革のなめしで莫大な富を得る部落も多かった。
日本において「富の郊外化」が始まったのは、幕末の開国以後である。当時、「コロリ」と呼ばれたコレラの蔓延により、外国貿易や殖産興業・富国強兵策で富を得た富裕層が山の手に住むようになり、高度経済成長以後は、アメリカ型の「住宅革命」を手本とした郊外化が進んだ。

## インナーシティの再生

### ニューアーバニズムとトランジットモール
インナーシティとなった地区は、都心に近接していることが多く、治安の改善や住環境の整備で高級住宅街に変化させることが出来る。また、インナーシティ化した地区は、地価が安くなってしまっているため、安価に入手した土地を高級住宅街にすることが出来れば、莫大な富を得ることが出来る。そのため、北米の大都市ではニューアーバニズムと呼ばれる思想的運動と経済原理が合致して、次々とインナーシティの再開発が行われている。思想的意味合いでは、住居、商業、オフィス、レジャー施設をそれぞれ歩ける範囲内に供給し、道路のための土地を削減し、大量輸送手段の効率化を進めようとしている。これは、ヨーロッパで成功例がある都市中心部再生策の模倣である。
ヨーロッパでは、路面電車 (LRT) と中心部のトランジットモール、郊外のパークアンドライド用駐車場（無料や定期）、そして、安価な公共交通定期券の組み合わせによる都市システムとして成功例が見られる。ヨーロッパのシステムでは、住民の移住の要らない交通システムの変革が都市システムを変化させるのに対し、北米の場合は、経済システムであるため、インナーシティの現在の住民を立ち退かせて再開発するのが前提となっており、かなりの違いがある。ニューヨーク市のサウス・ブロンクスなど、かつて犯罪の巣窟として知られた典型的なインナーシティでは、こうした都市の再構成で再生を図る動きが見られる。
日本では近年「都心回帰」といわれる現象が起きている。この場合、高層マンションの開発をベースにしているが、その用地は、海岸埋立地・企業の社宅跡地・都心の低開発地区などである。日本の場合は、低開発地区の治安が悪いわけではないため、インナーシティの再生とは異なる。また、日本の低開発地区は持ち家率が高いため、地権者でもある住民は、再開発マンションの住民に移行することが多い（外国のインナーシティは賃貸の住民で占められるため、再開発マンションに住む権利がないだけでなく、再開発後の高騰した家賃では住むことができないことが多い）。

### 「芸術」を利用した再生
また、ニューヨークのソーホー地区のように都心近くの荒廃した地区に芸術系の若者が集まって住宅や倉庫跡の改修が進み、最終的に高所得のエリートが占領するようになるような「ジェントリフィケーション」現象の起こった場所では、インナーシティは洗練された地域というイメージになることもある。芸術家やミュージシャンらが地価の安いインナーシティ地域に住み、関心のある若者が遠くから集まることで活性化が始まるが、従来からの住民との間には摩擦を生むこともある。最終的には、この活気に注目した開発業者が高級住宅や高級店舗を展開させ、地価の高騰により若者も従来の住民も追い出されてしまうことが多い。
一方、地域再生運動の中で住民同士のつながりをつくり地域の歴史に関心を集めるため、芸術家による住民と共同での作品制作やワークショップなどの芸術活動が使われることもある。

### 日本
日本で比較的早くインナーシティ問題に取り組んだのは神戸市であった。かつて地方からの移住者や在日韓国・朝鮮人などが密集して重工業や中小工場に従事していた長田区や兵庫区において、造船業や港湾の人員削減など産業構造の転換で活気が失われインナーシティ問題の発生が始まっていることが1980年代後半から認識され、活性化のための施策が行われた。この中には丸山地区・真野地区での住民主体の地域再生運動や、これら地域を通る地下鉄海岸線建設といった大規模公共工事までを含んでいたが、当時の神戸市の施策には、インナーシティ問題を認識しながら埋立地や丘陵地のニュータウンに住民や産業を誘致することに一層の重点を置くような矛盾があった。神戸市を直撃した1995年の阪神・淡路大震災では、これらインナーシティ地区に人的被害が集中した。一方、住民主体の再生の模索が進んでいた地域は比較的被害が少ないなど、住民の参与によるインナーシティの再生が、コミュニティの維持や災害などに対する安全性の強化に資する面が大きいといえる。

### イギリス
インナーシティー問題への取り組みとして1980年に、エンタープライズゾーン（事業地域）の政策を実施した。都市内部に「自由な港」をつくるという発想で、当初ロンドン東部のドッグランド地区など11の事業地域を指定し、ゾーン内での開発に対して固定資産税の減免、加速償却などの法人税の減税、開発規制の緩和などを実施した。

## インナーシティの例
インナーシティ問題を抱えている都市には次のような例がある。
- アメリカ合衆国
  - ニューヨーク・ニューアーク

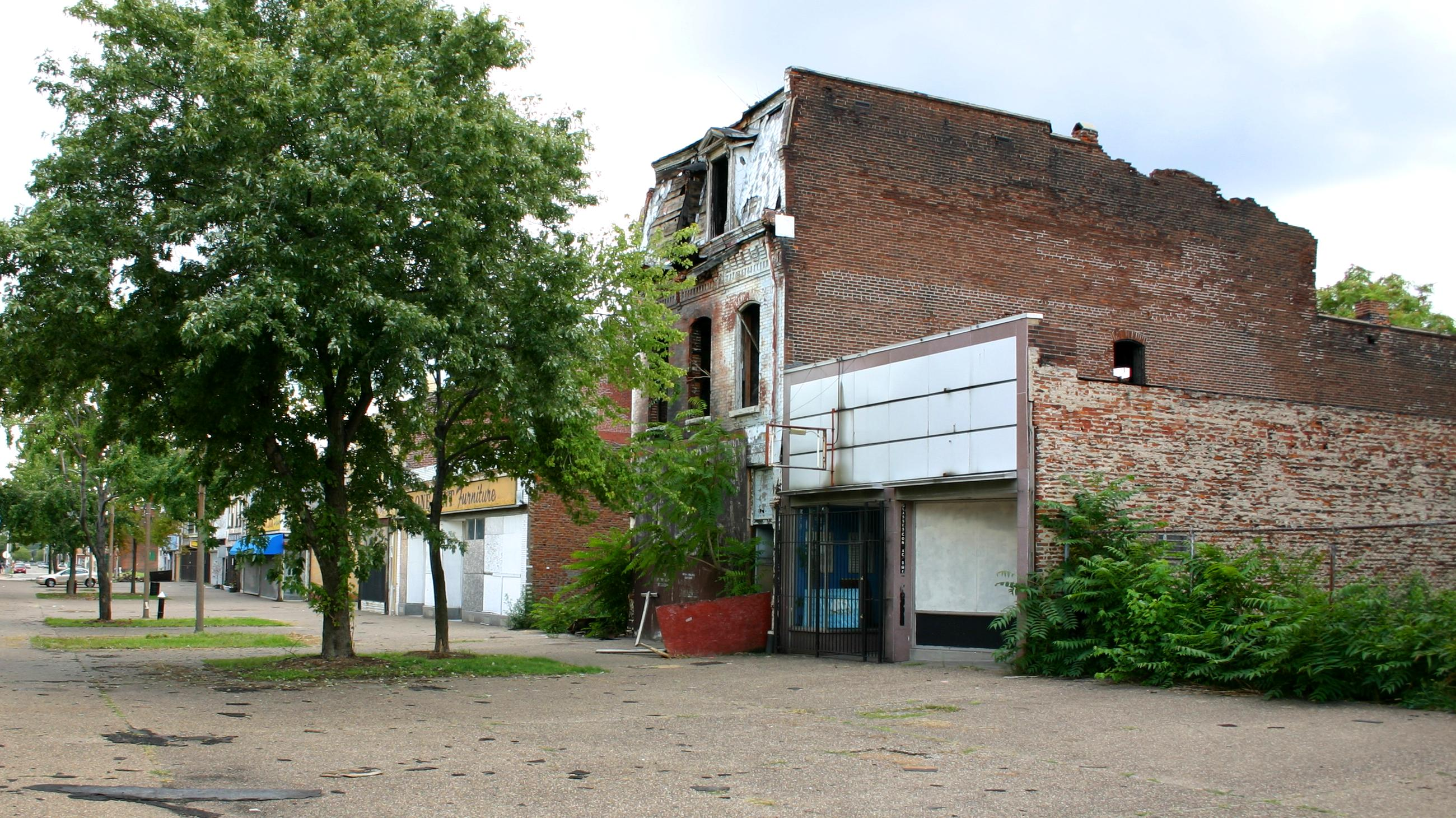
セントルイスの「インナーシティ」ノース・カウンティ　2006年

  - フィラデルフィア・カムデン・ウィルミントン
  - ボルチモア・ワシントンD.C.
  - アトランタ
  - マイアミ・ウェストパームビーチ
  - シカゴ・ゲーリー
  - デトロイト・フリント
  - セントルイス・イーストセントルイス
  - ニューオーリンズ
  - ロサンゼルス・コンプトン
- イギリス
  - ロンドン
  - リバプール
  - マンチェスター
  - バーミンガム
  - グラスゴー
- 日本
  - 大阪市・門真市・東大阪市
  - 京都市・八幡市・宇治市
  - 神戸市・尼崎市
  - 東京都区部
  - 横浜市・川崎市
  - 北九州市・下関市